# Pitta
Pitta är ett fågelsläkte i familjen juveltrastar inom ordningen tättingar. Släktet inkluderade tidigare även arterna som numera placeras i Hydrornis och Erythropitta. Numera omfattar det 20 arter som förekommer i Afrika söder om Sahara samt från Indien till Australien:
- Afrikansk juveltrast (Pitta angolensis)
- Grönbröstad juveltrast (Pitta reichenowi)
- Indisk juveltrast (Pitta brachyura)
- Blåvingad juveltrast (Pitta moluccensis)
- Kinesisk juveltrast (Pitta nympha)
- Nikobarjuveltrast (Pitta abboti)
- Orientjuveltrast (Pitta sordida)
- Minahasajuveltrast (Pitta forsteni)
- Nyaguineajuveltrast (Pitta novaeguineae)
- Biakjuveltrast (Pitta rosenbergii)
- Azurjuveltrast (Pitta steerii)
- Larmjuveltrast (Pitta versicolor)
- Halmaherajuveltrast (Pitta maxima)
- Ornatjuveltrast (Pitta concinna)
- Praktjuveltrast (Pitta elegans)
- Bandajuveltrast (Pitta vigorsii)
- Svartmaskad juveltrast (Pitta anerythra)
- Mangrovejuveltrast (Pitta megarhyncha)
- Manusjuveltrast (Pitta superba)
- Regnbågsjuveltrast (Pitta iris)